# Hollywood.com
Hollywood.com é um portal estadunidense de notícias sobre cultura popular, filmes, televisão e celebridades. O site foi fundado em 1995, sua sede está localizada em Boca Raton, Flórida.